# 개루프 이득
전자 앰프의 개루프 이득 또는 오픈 루프 게인(open-loop gain)은 전기 회로에 전체 피드백이 사용되지 않을 때 얻어지는 이득이다.
많은 전자 앰프의 개루프 이득은 (설계상) 매우 높다. 이상적인 연산 증폭기(OP 앰프)는 무한한 개루프 이득을 갖는다. 일반적으로 OP 앰프는 약 {\displaystyle 10^{5}} 또는 100 데시벨의 최대 개루프 이득을 가질 수 있다. 큰 개루프 이득을 가진 OP 앰프는 반전 증폭기로 사용될 때 높은 정밀도를 제공한다.
일반적으로 높은 개루프 이득을 가진 앰프에 음성 되먹임이 적용되어 전체 전기 회로의 이득을 원하는 값으로 줄인다.

## 정의
개루프 이득(고정된 진동수에서)의 정의는 다음과 같다.
{\displaystyle A_{\text{OL}}={\frac {V_{\text{out}}}{V^{+}-V^{-}}},}
여기서 {\displaystyle V^{+}-V^{-}}는 증폭되는 입력 전압 차이다. (여기서는 진동수에 대한 의존성은 표시되지 않았다.)

## 비이상적인 이득에서의 역할
개루프 이득은 연산 증폭기의 물리적 속성으로, 이상적인 이득에 비해 종종 유한하다. 개루프 이득은 회로에 피드백이 없을 때의 이득이지만, 연산 증폭기는 종종 피드백 회로 구성 요소를 통해 이득이 제어되도록 피드백 구성으로 설정된다.
반전 연산 증폭기 구성의 경우를 살펴보자. 단일 출력 노드와 반전 입력 노드 사이의 저항이 {\displaystyle R_{2}}이고, 소스 전압과 반전 입력 노드 사이의 저항이 {\displaystyle R_{1}}일 때, 증폭기에서 무한한 이득을 가정하여 출력 단자에서 계산된 이득은 다음과 같이 정의된다.
{\displaystyle G=-{\frac {R_{2}}{R_{1}}}}
그러나 유한한 개루프 이득 {\displaystyle A}를 포함하면 이득이 약간 감소하여 다음과 같이 된다.
{\displaystyle G={\frac {-{\frac {R_{2}}{R_{1}}}}{1+(1+{\frac {R_{2}}{R_{1}}}){\frac {1}{A}}}}}
예를 들어, {\displaystyle {\frac {R_{2}}{R_{1}}}=2}이고 {\displaystyle A=10^{4}}이면 {\displaystyle G=} 정확히 −2 대신 −1.9994가 된다.
(두 번째 방정식은 {\displaystyle A}가 무한대에 가까워질수록 첫 번째 방정식과 실질적으로 동일해진다.)
개루프 이득은 연산 증폭기 네트워크의 실제 이득을 계산하는 데 중요할 수 있으며, 이 경우 무한 개루프 이득 가정은 부정확하다.

## 연산 증폭기
연산 증폭기의 개루프 이득은 진동수가 증가함에 따라 매우 빠르게 감소한다. 슬루율과 함께, 이것이 연산 증폭기가 제한된 대역폭을 갖는 이유 중 하나이다.

## 같이 보기
- 이득-대역폭 곱
- 루프 이득 (개루프 이득과 피드백 감쇠를 모두 포함한다.)
- 음성 되먹임 증폭기 용어 요약